# Grevillea parallela
Grevillea parallela är en tvåhjärtbladig växtart som beskrevs av Joseph Knight. Grevillea parallela ingår i släktet Grevillea och familjen Proteaceae. Inga underarter finns listade i Catalogue of Life.